# Nannoniscella coronarius
Nannoniscella coronarius là một loài chân đều trong họ Nannoniscidae. Loài này được Siebenaller & Hessler miêu tả khoa học năm 1977.